# Lillasyster
Lillasyster est un groupe suédois de heavy metal, originaire de Göteborg. Anciennement appelé Rallypack jusqu'en 2006, le groupe se fait connaître grâce à son deuxième album studio, mais qui est le premier sous le nom Lillasyster, Hjärndöd musik för en hjärndöd generation. Le style musical de Lillasyster est très similaire à celui de LOK.

## Historique
Lillasyster est formé sous l'appellation Rallypack en 2004 par les membres de LOK, Martin Westerstrand (voix) et Daniel Cordero (basse). Leurs chansons étaient alors en anglais, puis ils décident de chanter en suédois et ont ainsi rebaptisé le groupe en Lillasyster. En février 2007, leur premier single Berätta det för Lina et en mai 2007, ils sortent leur premier album Hjärndöd musik för en hjärndöd generation. Ils sont aussi connus pour leur reprise vidéo de Umbrella (Rihanna) en octobre de la même année (2007), qui est devenu un succès.
En 2009, le groupe publie son second album Det här är inte musik, det här är kärlek. Le premier single, Andreas, est publié en avril, avec en face B Rad efter rad. En novembre 2010, Daniel Cordero annonce son départ de Lillasyster pour passer plus de temps auprès de sa famille. En 2016, le groupe annonce la publication d'un nouvel album intitulé 4.

## Membres

### Membres actuels
- Martin Westerstrand - chant
- Max Flövik - guitare
- Ian-Paolo Lira - batterie

### Membre invité
- Thomas Silver - guitare additionnelle

### Ancien membre
- Daniel Cordero - basse (2006-2010)

## Discographie

### Albums studio
- 2004 : Sod Off, God! We Believe in Our Rockband
- 2007 : Hjärndöd musik för en hjärndöd generation
- 2009 : Det Här Är Inte Musik Det Här Är Kärlek
- 2012 : Lillasyst3r
- 2016 : 4

## Vidéographie
- 2007 : Umbrella ella ella (reprise de Rihanna)
- 2014 : ROAR (reprise de Katy Perry), tiré de Tala är silver, skrika är guld, réalisé par Patric Ullaeus (clip)
- 2015 : Krossat Glas, tiré de 4, réalisé par Patric Ullaeus (clip)